# Kirby (serie animata)
Kirby (星のカービィ?, Hoshi no Kābī, lett. "Kirby delle stelle") è un anime basato sul personaggio di Kirby appartenente all'omonima serie di videogiochi della Nintendo. Le animazioni sono di tipo misto: disegnate a mano con elementi realizzati in computer grafica in cel-shading. Negli USA la serie è stata trasmessa sul canale 4Kids TV con il nome di Kirby: Right Back At Ya.
In Italia la serie è andata in onda in prima TV su Italia 1 dal 3 luglio 2006 con i primi 52 episodi, poi dal 23 giugno 2011 è andata in replica in streaming attraverso il Canale TV Kirby per i possessori di Nintendo Wii, infine è andata in replica su K2 dal 28 marzo 2014 e successivamente in prima visione con i restanti 48 episodi dal 3 novembre 2014.

## Trama
La serie si svolge sul pianeta Popstar a Dream Land nei pressi della città di Zeetown (Cappytown nella versione inglese), e narra le avventure di Kirby che combatte i mostri creati dalla NightMare Enterprises.
Kirby, così come Meta Knight, è un Eroe Stellare.

## Personaggi
Kirby (カービィ?, Kābī)
Doppiato da: Makiko Ohmoto (ed. giapponese e italiana)
È l'eroe della serie. Nella prima puntata arriva a Dream Land, poiché la sua astronave rintraccia un mostro di Enemy nei pressi di Zeetown. Nel corso della serie sconfigge i mostri che King Dedede manda per sconfiggerlo, imparando ogni volta nuove trasformazioni. Fa parte dei guerrieri stellari.
Tiff (フーム?, Fūmu) e Tuff (ブン?, Bun)
Doppiati da: Sayuri Yoshida (Tiff) e Rika Komatsu (Tuff) (ed. giapponese), Deborah Morese (Tiff), Serena Menegon (Tuff, ep. 1-52) e Anna Mazza (Tuff, ep. 53-100) (ed. italiana)
Sono rispettivamente sorella maggiore e fratello minore, che aiutano Kirby in tutti gli episodi, Tiff è in grado di evocare la stella Warp.

Tokkori (とっこりTokkori)
Doppiato da: Fujiko Takimoto (ed. Giapponese), Paolo Torrisi (ep. 1-52) e Luca Ghignone (ep. 53-100)
Uccello verde con il ruolo di messaggero, all'inizio dalla serie era dalla parte di Dedede ma è diventato amico di Kirby, sfruttandolo vivendo nella sua casa costruita nell'episodio due.
Fololò (ロロロ?, Rororo) e Falalà (ラララ?, Rarara)
Doppiati da: Chiro Kanzai (Fololò) e Madoka Akita (Falalà), Federica Valenti (Fololò) e Serena Clerici (Falalà) (ed. italiana)
Sono due folletti che derivano da uno stesso folletto di nome Fofa, che è stato diviso da un mostro di Enemy in una parte maschile e nell'altra femminile.
Meta Knight (メタナイト?, Meta Naito)
Doppiato da: Atsushi Kisaichi (ed. giapponese), Marco Balzarotti (ed. italiana)
Cavaliere mascherato che iniziò a lavorare per King Dedede quando scoprì che ordinava dei mostri. Faceva parte di un potente esercito, i guerrieri stellari, che combattevano contro i mostri mandati da Enemy in tutto l'universo; persero la guerra, e rimase uno tra i pochi guerrieri ancora in vita. Aiuta Kirby a sconfiggere i mostri.
Edge (ブレイドナイト?, Bureido Naito, Blade Knight nell'edizione giapponese) e Sharpe (ソードナイト?, Sōdo Naito, Sword Knight nell'edizione giapponese)
Doppiati da: Chiro Kanzaki (Edge) e Hikaru Tokita (Sharpe) (ed. giapponese), Francesco Orlando (Edge) e Alberto Sette (Sharpe) (ed. italiana)
Sono cavalieri, fedeli amici di Meta Knight, che lo hanno conosciuto alla fine della guerra contro i mostri. Meta Knight li salvò da un feroce mostro, chiamato Lupo Rabbioso, così divennero i suoi amici e aiutanti.
King Dedede (デデデ大王?, Dedede daiō)
Doppiato da: Ken'ichi Ogata (ed. giapponese), Riccardo Rovatti (ed. italiana)
È un grosso pinguino blu che si è autoproclamato Re di Dream Land. È goloso, egoista, avaro e tiranno, cerca in tutti modi di annientare Kirby, attraverso i mostri mandatigli da Frontman, per conto di Enemy; in un episodio si scopre che è analfabeta.
Escargoon (ドクター・エスカルゴン?, Dokutā Esukarugon, Doctor Escargon nell'edizione giapponese)
Doppiato da: Naoki Tatsuta (ed. giapponese), Oliviero Corbetta (ed. italiana)
È una lumaca con baffi e pizzetto, aiutante di King Dedede, da lui maltrattato.
Enemy (ナイトメア?, Naitomea, Nightmare nell'edizione giapponese)
Doppiato da: Banjō Ginga (ed. giapponese), Marco Pagani (ed. italiana)
Talvolta chiamato anche EnEmE o Nightmare Wizard, è il vero antagonista principale della serie. È il proprietario della Nightmare Enterprises ed è uno spirito vestito di nero con denti aguzzi. È molto potente e mette in difficoltà Kirby ma alla fine viene sconfitto.
Frontman (カスタマーサービス?, Kasutamā Sābisu, Customer Service nell'edizione giapponese)
Doppiato da: Banjō Ginga (ed. giapponese), Federico Danti (ed. italiana)
È un uomo con capelli verdi vestito come un uomo d'affari. Vende i mostri a King Dedede ed è molto fedele nei confronti del proprietario della Nightmare Enterprises: Enemy. È l'unico membro della Nightmare Enterprises mostrato in ogni episodio, poiché vende i mostri a Dedede e discutono. Quando la Corrazzata di Meta Knight assalta la base della Nightmare Enterprises, rimane con Dedede ed Escargoon, e si rivela essere molto basso.

## Doppiaggio
| Personaggio      | Doppiatore giapponese               | Doppiatore italiano                                     |
| ---------------- | ----------------------------------- | ------------------------------------------------------- |
| Kirby            | Makiko Ohmoto                       | Makiko Ohmoto                                           |
| Tiff             | Sayuri Yoshida                      | Deborah Morese Annalisa Longo                           |
| Sirica           | Sayuri Yoshida                      | Deborah Morese Annalisa Longo                           |
| Tuff             | Rika Komatsu                        | Serena Menegon (ep. 1-52) Anna Mazza (ep. 53-100)       |
| Fololò           | Chiro Kanzai                        | Federica Valenti                                        |
| Falalà           | Madoka Akita                        | Serena Clerici                                          |
| King Dedede      | Ken'ichi Ogata                      | Riccardo Rovatti                                        |
| Escargoon        | Naoki Tatsuta                       | Oliviero Corbetta                                       |
| Meta Knight      | Atsushi Kisaichi                    | Marco Balzarotti                                        |
| Frontman         | Banjō Ginga                         | Federico Danti                                          |
| NME              | Banjō Ginga                         | Marco Pagani                                            |
| Sir Ebrum        | Takashi Nagasako                    | Riccardo Peroni                                         |
| Lady Like        | Yūko Mizutani                       | Dania Cericola                                          |
| Kabù             | Nobuo Tobita                        | Pietro Ubaldi                                           |
| Tokkori          | Fujiko Takimoto                     | Paolo Torrisi (ep. 1-52) Luca Ghignone (ep. 53-100)     |
| Cuoco Kawasaki   | Nobuo Tobita                        | Diego Sabre                                             |
| Sig. Curio       | Takashi Nagasako                    | Enrico Bertorelli (ep. 2-52) Pietro Ubaldi (ep. 53-100) |
| Chief Bookem     | Miyako Watanabe                     | Tony Fuochi                                             |
| Gus              | Osamu Hosoi                         | Stefano Albertini                                       |
| Dr. Yabui        | Koki Mochiduki                      | Natale Ciravolo                                         |
| Coo              | Chiro Kanzaki                       | Luca Sandri                                             |
| Rick             | Makiko Ohmoto                       | Luca Bottale                                            |
| Principessa Rona | Yuko Sasamoto                       | Elisabetta Spinelli                                     |
| Waddle Doo       | Yūko Mizutani Chiro Kanzaki (ep. 6) | Luca Bottale                                            |
| Knuckle Joe      | Minami Takayama                     | Paolo De Santis                                         |
| Jecra Joe        | Masashi Kishimoto                   | Alessandro D'Errico                                     |
| Samo             | Nobuo Tobita                        | Alberto Olivero                                         |

## Trasmissione
In Giappone la serie venne originariamente trasmessa su TV Tokyo e relative reti affiliate dal 6 ottobre 2001 al 27 settembre 2003 per un totale di quattro stagioni. Le sigle d'apertura e chiusura dei primi 71 episodi sono rispettivamente Kirby ★ March e Kihon wa maru entrambe cantate da Xiang Qi. Dall'episodio 72 in poi invece sono stati impiegati i brani Kirby! di Hiroko Asakawa in apertura e Kirby ☆ Step! di Konishiki in chiusura.
In Nord America venne distribuita e adattata da 4Kids che l'ha trasmise dal 14 settembre 2002 al 9 dicembre 2006 in una versione pesantemente censurata e modificata. La sigla è Kirby Kirby Kirby!, scritta da Ralph Shuckett e cantata da Norman J. Grossfeld; in chiusura viene impiegata la sua versione strumentale.
In Italia è stata acquistata la versione statunitense, la quale è andata in onda su Italia 1 dal 3 luglio all'11 settembre 2006 per i primi 52 episodi per poi continuare i restanti su K2 dal 3 novembre al 18 dicembre 2014. La serie è stata pubblicata anche in streaming dal 23 giugno 2011 attraverso il Canale TV Kirby per i possessori di Nintendo Wii. In tutte le trasmissioni è sempre stato saltato l'episodio 32. La sigla è Kirby, scritta da Alessandra Valeri Manera, composta da Max Longhi e Giorgio Vanni e cantata da Cristina D'Avena; quest'ultima venne impiegata esclusivamente nella trasmissione su Italia 1 mentre su K2 venne ripristinata la sigla statunitense ma con il video dell'edizione italiana.

## Censura e adattamento
L'edizione italiana è basata sulla edizione americana di 4Kids (intitolata Kirby: Right Back at Ya!) che ha pesantemente censurato la serie (come hanno fatto anche per Sonic X e One Piece).
Le censure riguardano: tagli di scene, modifiche grafiche a causa di caratteri giapponesi o per altri motivi, l'ordine di trasmissione degli episodi rispetto a quella originale, alcune parti della trama cambiate, il concetto di morte e scene di sangue in buon parte eliminate, dialoghi edulcorati, i nomi di alcuni personaggi modificati e la musica cambiata. La versione giapponese presenta la musica originale e delle versioni remixate di canzoni tratte dai giochi di Kirby (come Green Greens da Kirby's Dream Land o Gourmet Race da Kirby Superstar), la 4Kids ha sostituito tutta la musica della serie con dei temi nuovi. I brani della colonna sonora giapponese sono stati comunque distribuiti in occidente come parte della colonna sonora di Kirby Air Ride.
Soltanto negli Stati Uniti i cinque episodi finali sono stati raccolti in un film direct-to-video, distribuito in DVD e intitolato Kirby: Fright to the Finish. L'edizione italiana comprende invece cinque episodi separati come in Giappone.

## Accoglienza
Il punteggio medio di spettatori in Giappone durante la prima visione era del 5%, con il punteggio più alto del 7%, che era uno dei voti più alti raggiunti per un anime in un slot mattutino, ma TBS (a cui è affiliata a CBC) ha deciso di terminare il progetto nel suo secondo anno in quanto non aveva raggiunto i risultati desiderati, le vendite dei prodotti legati alla serie e il fatto che A-UN, una delle aziende produttrici della serie, era in svendita, ha scelto di terminare bene con il centesimo episodio.
David Sanchez di GameZone ha trovato l'anime "fantastico" e ha specificamente elogiato il personaggio di Escargoon, che ha definito "uno dei migliori contribuiti al franchise di Kirby grazie al suo atteggiamento stupito e alla sua ovvia stupidità" e ha suggerito che doveva apparire nel quarto gioco di Super Smash Bros.. Tuttavia, Common Sense Media ha descritto il doppiaggio inglese come "una pugnalata al valore educativo, ma in realtà tutto era incentrato sulla lotta contro i mostri". Christina Carpenter di THEM Anime ha descritto la serie come la "lanugine di un ragazzino più assecondato di Fox Box" (un contenitore di 4Kids Entertainment). Bamboo Dong di Anime News Network ha citato Kirby come uno dei numerosi esempi di serie anime che "esistono solo per essere prese in giro" e ha affermato che "la serie non è affatto bella" e sarebbe stata apprezzata solo dai fan sfegatati di Kirby.